# Neunkirchen (Saarland)
Neunkirchen è una città tedesca di 46 098 abitanti abitanti, situata nel land della Saarland; è gemellata con il piccolo centro di Al-Zabadan, Siria.

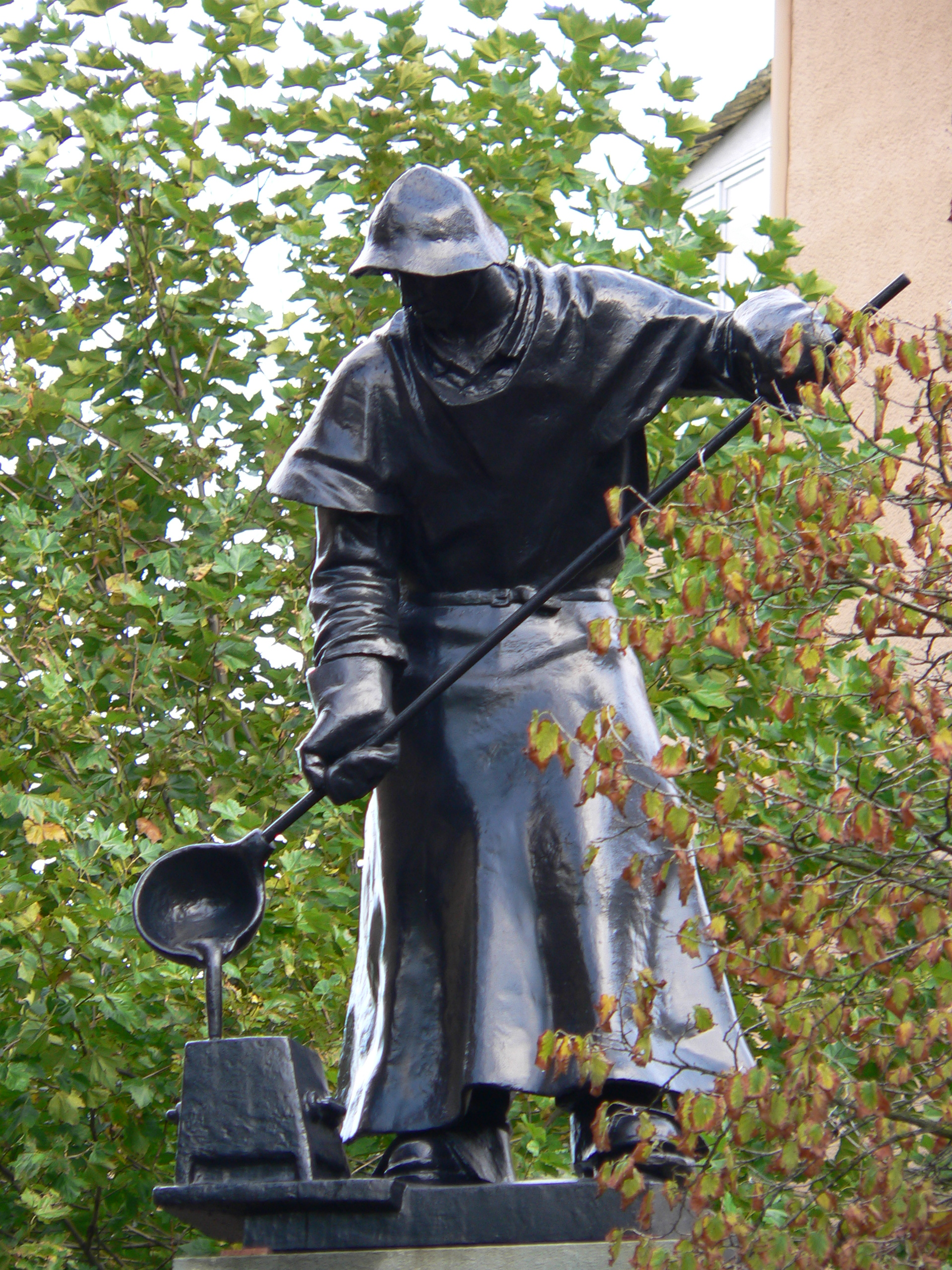
Monumento del Eisengießer sul Hüttenberg